# Paardenfokkerij
Paardenfokkerij of paardenhouderij is de tak van de veeteelt waarbij men paarden of pony's houdt voor het nut van de mens. Paarden kunnen gehouden worden voor hun vlees, melk of leer, of ter beantwoording aan de vraag naar jong talent vanuit de paardensport.

## Stoeterij
De term stoeterij duidt meestal op een paardenhouderij, soms met een manege, voor het fokken van raspaarden ten behoeve van de paardensport. Het kan gaan om paarden voor bijvoorbeeld drafsport, rensport, springen of dressuur.
Moderne paarden- en ponyrassen worden veelal ingeschreven door een stamboek. Op de stoeterij ziet men veelal drachtige merries en merries met veulens. De jaarlingen en twenters worden vaak in kleine kuddes op een weide gehouden. De dekhengsten staan meestal elders, op een speciaal hengstenstation.

### Staatsstoeterijen
In het verleden was de paardenfokkerij soms een staatsaangelegenheid.
In Duitsland bestaan er bijvoorbeeld nog deelstaten die een Landsgestüt (landsstoeterij) onderhouden. 
Beroemde hofstoeterijen van het voormalige Huis Habsburg waren gevestigd in Lipica voor de Lipizzaner en in Kladruby nad Labem voor de Kladruber.
De nonius werd in Hongarije sinds 1785 gefokt op de staatsstoeterij van Keizer Jozef II in Mezóhegyes.

## Afbeeldingen

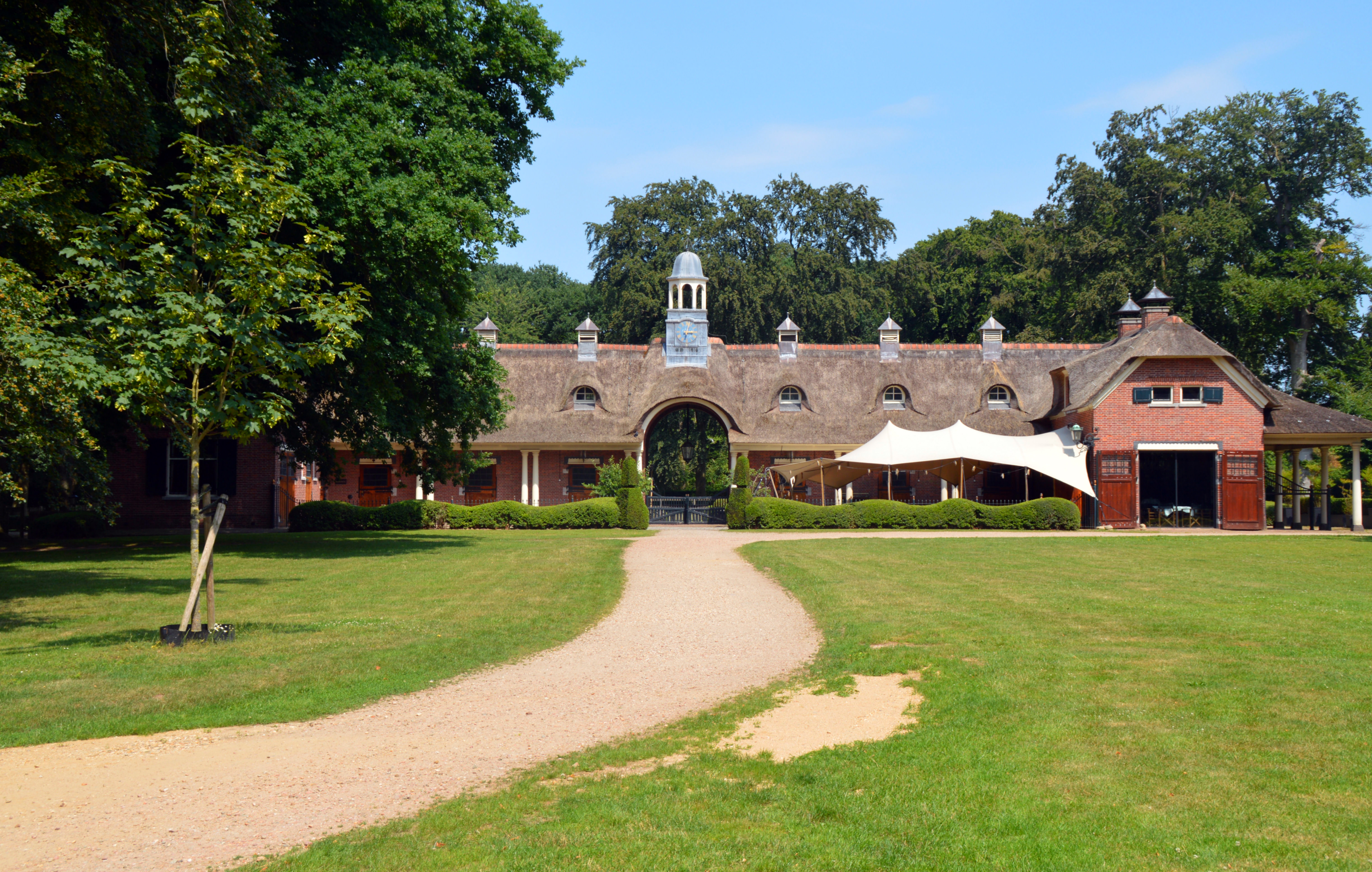
Stoeterij, landgoed Brakkesteyn, Nijmegen
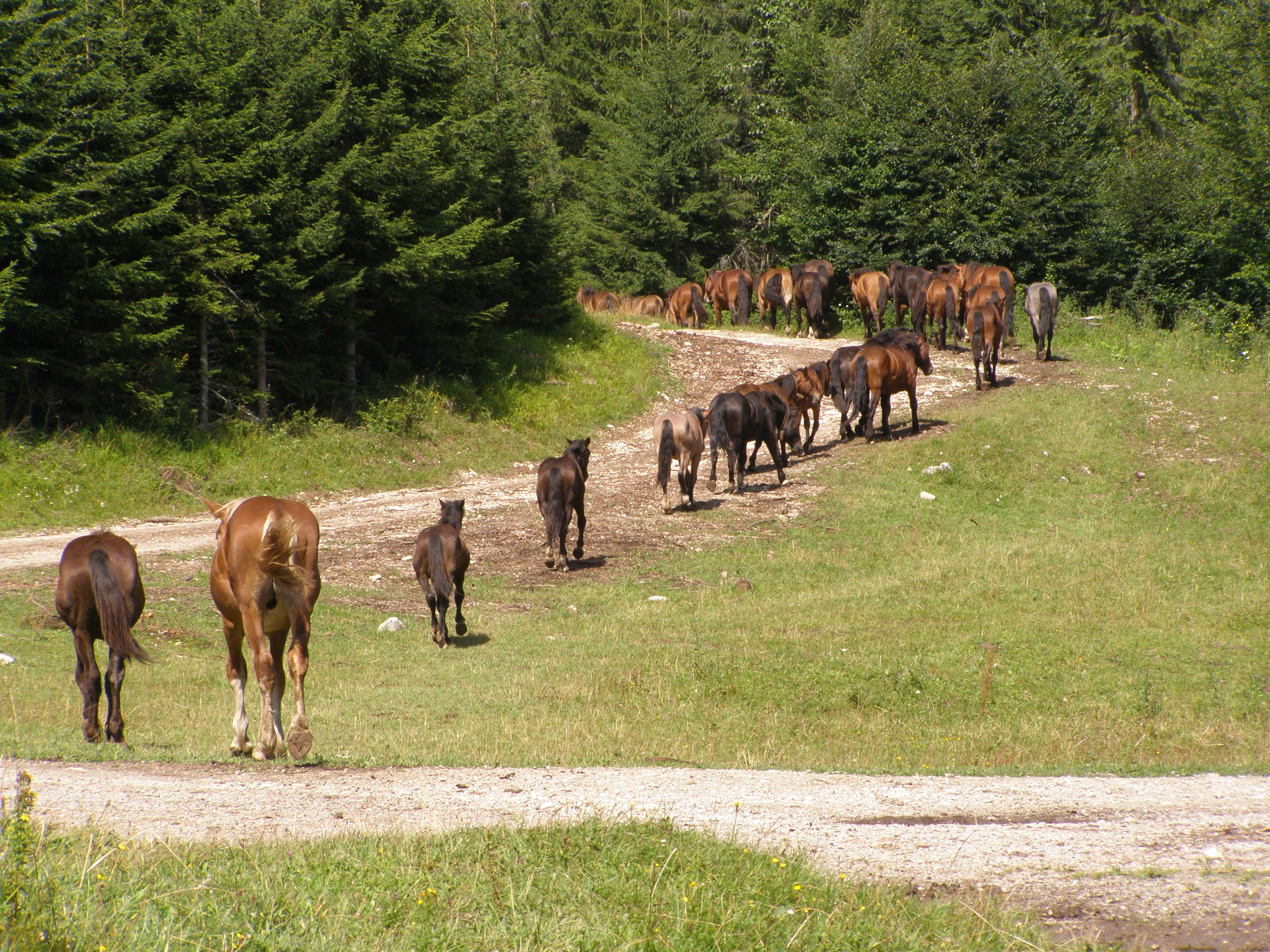
Paardenfokkerij in Polen
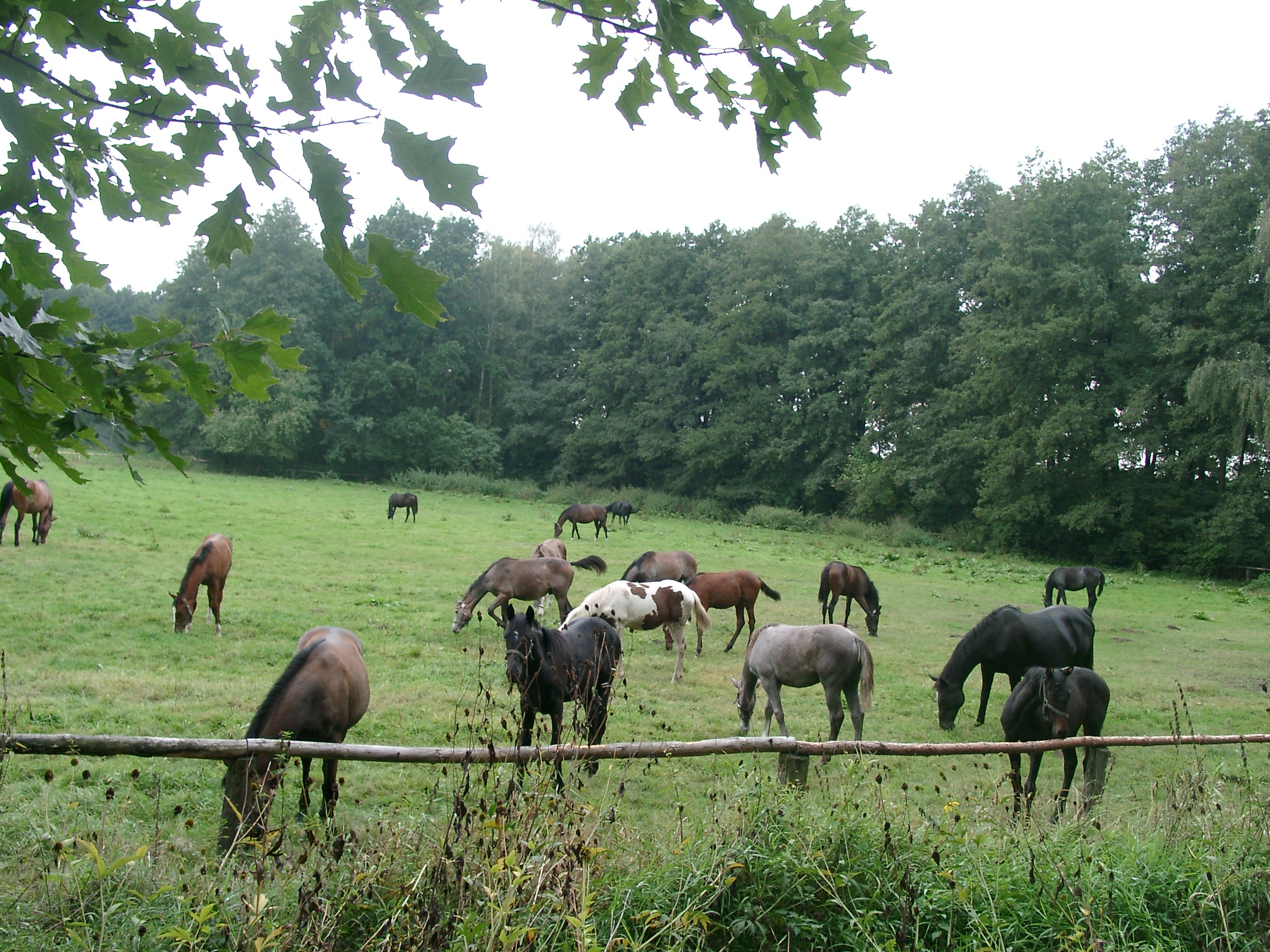
Jonge paarden in Polen
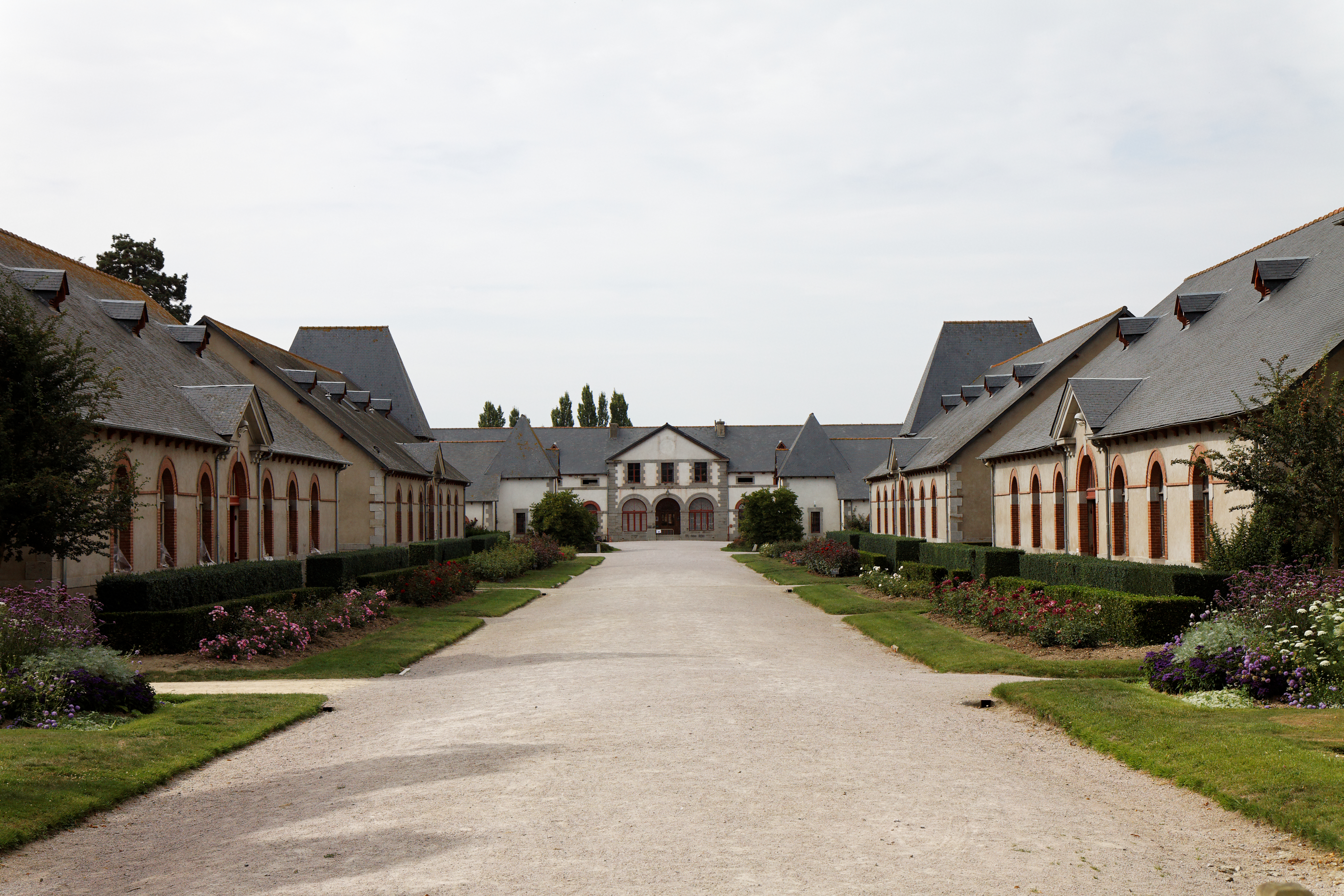
Franse staatsstoeterij
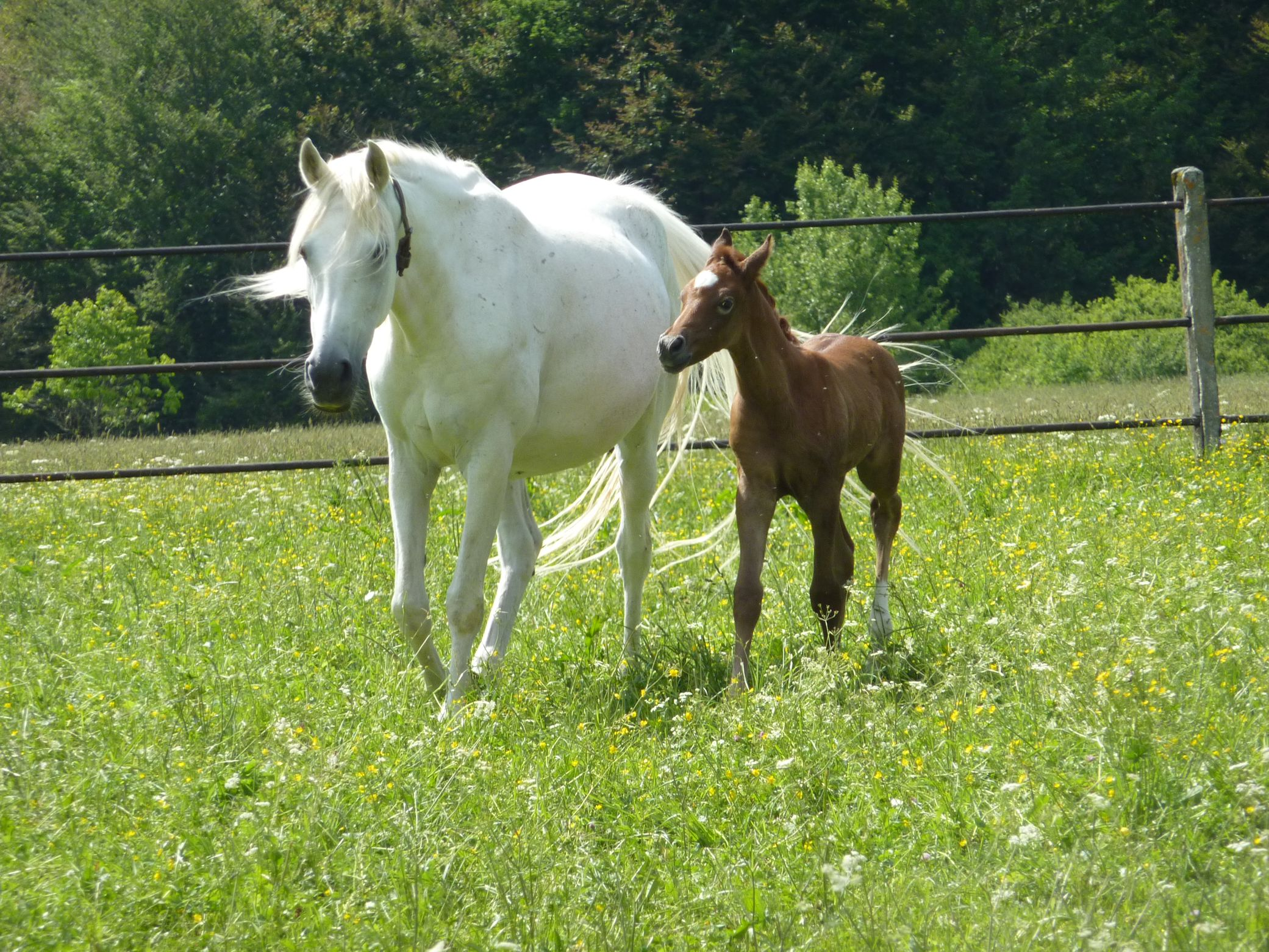
Merrie met veulen